# Peter Schott der Jüngere

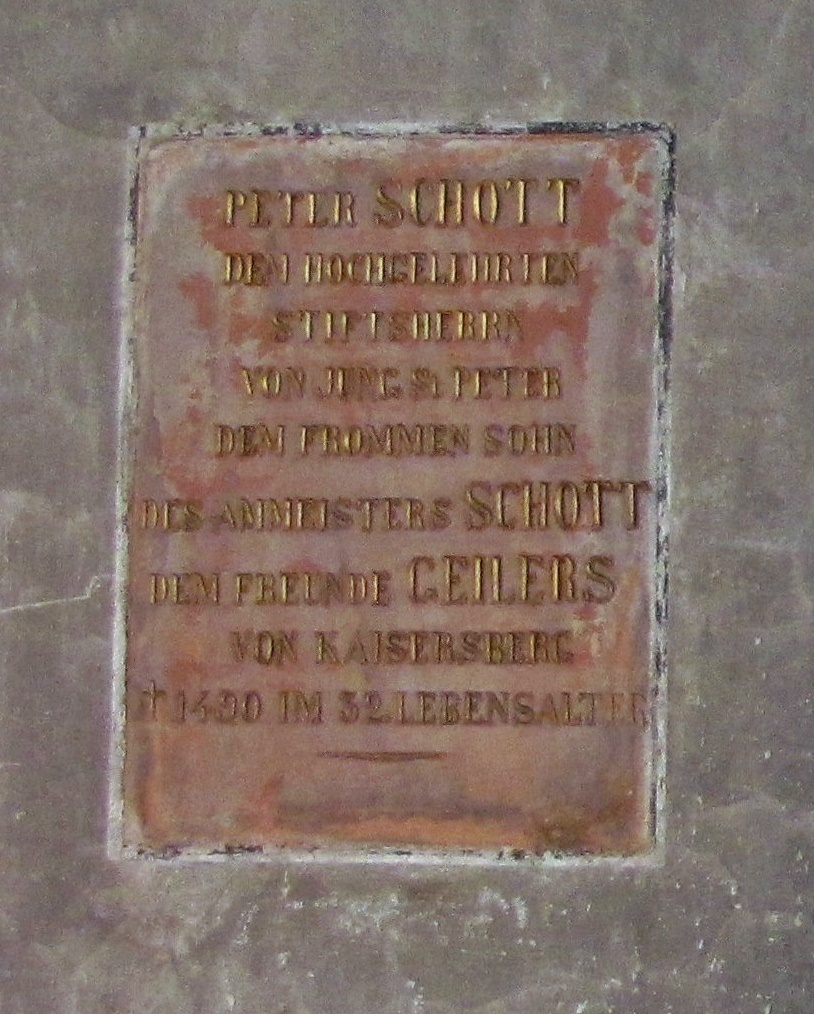
Gedenktafel in Jung St. Peter, Straßburg

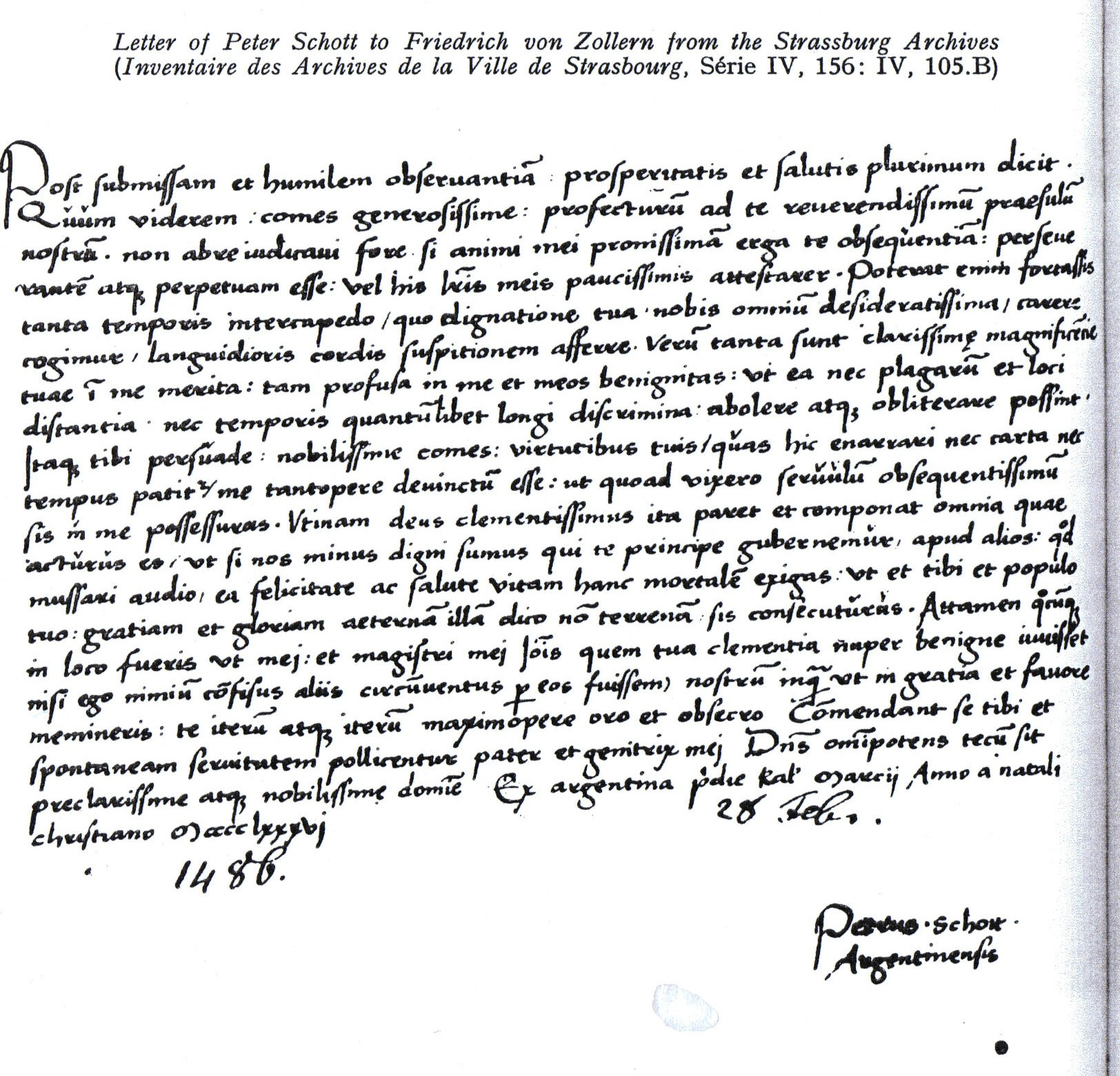
Eigenhändiges Schreiben von Schott 1486

Peter Schott der Jüngere (* wohl 9. Juli 1460 in Straßburg; † 12. September 1490 ebenda) war ein deutscher Jurist, Theologe und Humanist.

## Leben
Der Sohn von Peter Schott dem Älteren studierte unter anderem in Paris und Bologna. 1480 wurde er in Bologna Doktor beider Rechte, doch wandte er sich der Theologie zu. 1482 wurde er Priester und Kanoniker an Jung St. Peter in Straßburg. 1490 erlag er der Pest und trat zuvor, bereits erkrankt, in den Kartäuserorden ein.
Vor allem in den von Jakob Wimpfeling 1498 herausgegebenen Lucubraciunculae sind die von ihm erhaltenen Schriften überliefert. Die dort enthaltenen Briefe sind die älteste im Druck veröffentlichte Korrespondenz eines deutschen Humanisten.
Laut einer Gedenktafel in Jung St. Peter, Straßburg, war er befreundet mit Johann Geiler von Kaysersberg.